# Botanischer Garten (Schellerhau)
Der Botanische Garten in Schellerhau, einem Ortsteil der Stadt Altenberg im Landkreis Sächsische Schweiz-Osterzgebirge in Sachsen, befindet sich im oberen, südlichen Teil des Ortes auf etwa 770 m ü. NN.

## Geschichte

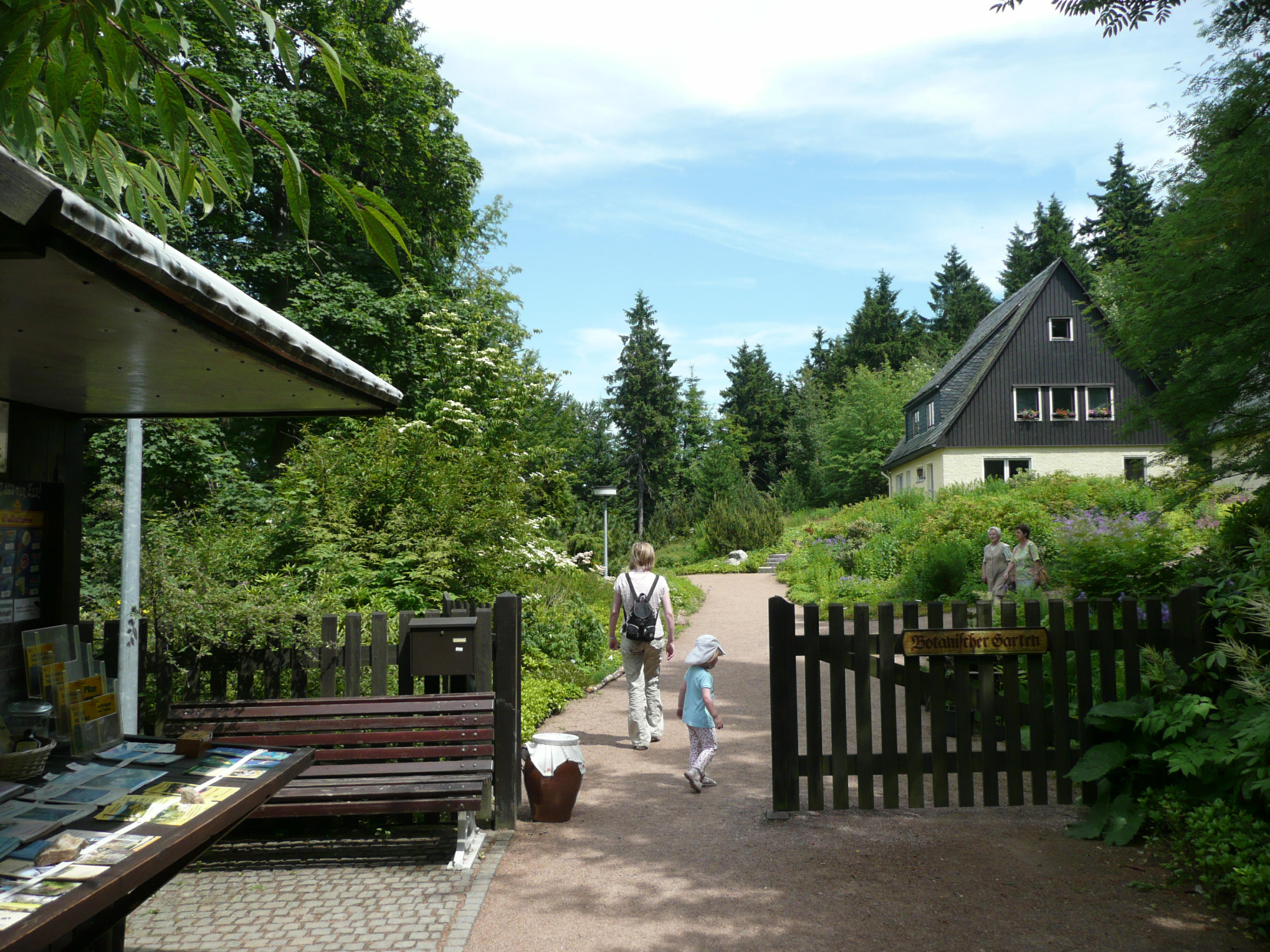
Eingang zum Botanischen Garten Schellerhau

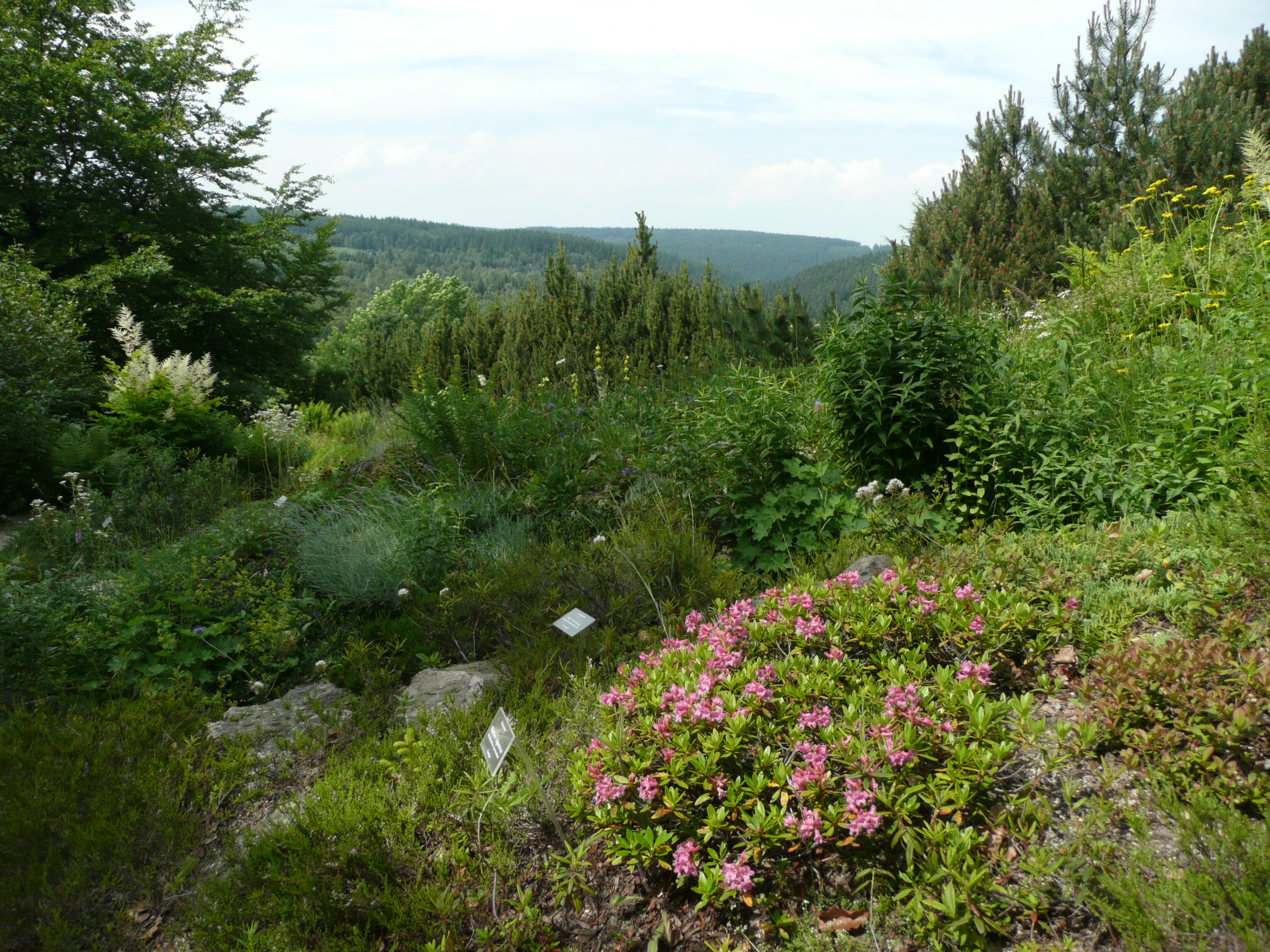
Im Botanischen Garten Schellerhau

Der 1906 gegründete Garten versteht sich als Bergblumengarten. Neben typischen Pflanzen des Erzgebirges (Bereiche: Latschenkiefergebüsch, Steinrücken) und des Böhmischen Mittelgebirges sind Vertreter anderer europäischer, asiatischer und nordamerikanischer Hochgebirge in den Bereichen Asien, Kaukasus, Moorbiotop, Borstgrasrasen, Alpine Flora, Nordamerika, Bergmischwald, Bärwurzwiese, Fichtenbergwald, Bach- und Ufervegetation, Alpenlattich-Hochstaudenflur und Zwergstrauchheide untergebracht. Ein Kräutergarten rundet das Ganze ab.
In den Botanischen Garten integriert ist das Klangerlebnis Natur & Musik (verschiedene stationäre Musikinstrumente aus zumeist Naturmaterialien), das auf einem Klangerlebnispfad zu erwandern ist.
1946 übernahm der Lehrer und Botaniker Fritz Stopp auf Bitten des Landesvereins Sächsischer Heimatschutz für etwa 20 Jahre die Leitung des verwilderten Botanischen Gartens, baute ihn wieder auf und weitete den Bestand systematisch aus.
Der Botanische Garten Schellerhau zählte 2014 etwa 13.600 Besucher.